# متحف توكرة
متحف توكرة في بلدة توكرة شمالي بنغازي، ليبيا.

## التاريخ
المتحف الصغير افتتح في 18 أبريل 1972 لعرض محتويات وآثار عثر عليها في المدينة وما جاورها في أوائل القرن العشرين عبر عالم الآثار الإيطالي بيشي، وبعثة جامعة مانشستر والجيش البريطاني في منتصف القرن العشرين إضافة إلى بعثة أثرية من جامعة بنغازي في السبعينيات، تلك البعثة التي أسفرت عن الكشف عن بقايا كنيسة تتكون أرضية صحنها من الفسيفساء على هيئة سجادة مستطيلة تصور مشاهد للحياة اليومية وزخارف متنوعة. وتم تصنيف تلك الآثار وعرضها في متحف أطلق عليه متحف توكرة الأثري.
المتحف مغلق منذ 1990 بسبب تعرضه للسرقة وحالياً بحتاج للصيانة.